# كير الأسفل (كير)
كير الأسفل هي إحدى مشيخات المملكة المغربية، تتبع جغرافيا لإقليم ميدلت وإداريًا لكير. يقدر عدد سكانها بـ 1417 نسمة حسب الإحصاء الرسمي للسكان والسكنى لسنة 2004.